# Ahmed Maher
Ahmad Maher Wridat (arabul: أحمد ماهر وريدات; Hebron, 1991. július 22. –) palesztin válogatott labdarúgó, a ciszjordániai területi élvonalban szereplő Shabab Al-Dhahiriya középpályása.

## Pályafutása

### A válogatottban
2012-ben mutatkozott be a palesztin válogatottban. 2014. szeptember 6-án a Palesztin csapattal a harmadik helyen végzett a Fülöp-szigeteki Békekupán, miután négy gólt szerzett Tajvan ellen, és öt góllal a gólkirályi címet is megszerezte. Részt vett a 2015-ös Ázsia-kupán.